# 佩德拉比修道院

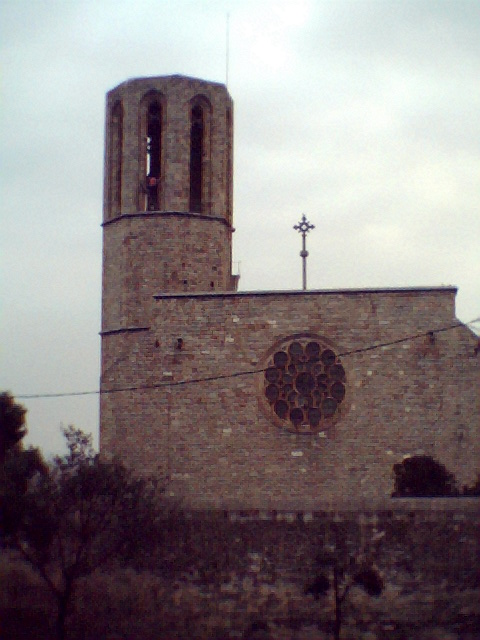
佩德拉比修道院教堂側面

佩德拉比修道院（Monastery of Pedralbes）是位於西班牙加泰羅尼亞巴塞羅那的一座哥特式建築，現在作為博物館使用，是巴塞羅那城市歷史博物館的一部分。修道院有阿拉貢王國的詹姆士二世創建於1326年。1901年之後，修道院成為西班牙的國家紀念區。修道院建築有三層樓，高40米。 

## 外部連結
- Monestir de Pedralbes （页面存档备份，存于） - Barcelona tourism information
- Short history of the monastery （西班牙文）

41°23′44″N 2°06′44″E / 41.39556°N 2.11222°E
Template:巴塞罗那地标